# William Jones (wioślarz)
William Jones (ur. 6 grudnia 1924 w Paysandú, zm. 7 sierpnia 2014 w Inverness) – urugwajski wioślarz, brązowy medalista olimpijski.
Jego ojciec był Anglikiem, a matka Urugwajką.
Wystąpił na igrzyskach olimpijskich w Londynie w 1948, gdzie wspólnie z Juanem Rodríguezem wywalczył brązowy medal w dwójkach podwójnych. W finale o 21,1 sekundy przegrali z Brytyjczykami, a o 17,1 sekundy wyprzedzili ich Duńczycy. Był to jego jedyny występ olimpijski. 
W latach 70. wyemigrował do Stanów Zjednoczonych, gdzie zmarł w 2014 roku.